# Louis Asp

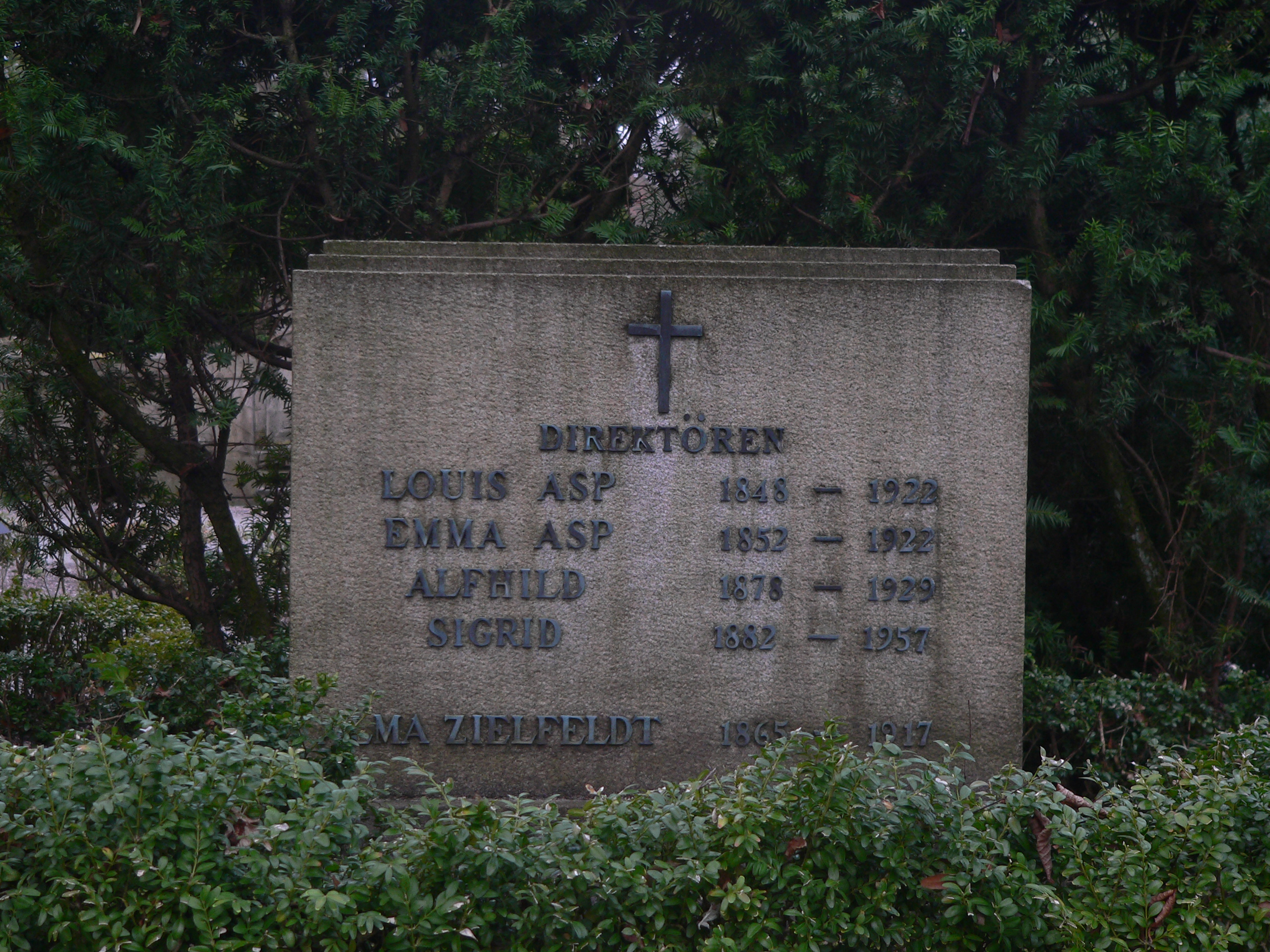
Louis Asps grav på Sankt Pauli mellersta kyrkogård (kvarteret Annelund, gravplats 15).

Louis Aron Joachim Asp, född 23 februari 1848 i Malmö, död 1922, var en svensk dekorationsmålare och senare direktör. 
Han var gift med Emma Zielfeldt (1852–1922) och far till Hjalmar Asp samt bror till Rudolf Asp. Han utbildade sig till  dekorationsmålare under 1860- och första delen av 1870-talen genom grundliga studier vid konstakademierna i München, Berlin, Wien och Budapest med understöd av Malmö Industriförening. Efter återkomsten till Sverige blev han på kort tid ansedd som den främsta dekorationsmålaren i Malmö. I november 1875 startade Louis Asp en Rit-och Konstskola i ritning och målning i sin ateljé vid Mäster Johansgatan 7 i Malmö. I mars 1876 ingick han kompanjonskap med dekorationsmålaren Johan August Zielfeldt i dennes Målerifirma. Hos Zielfeldt hade Louis Asp tidigare varit lärling, innan sin studietid. Han lämnade konsten för att övergå till affärsverksamhet och kom efter några år att bli direktör för Skånska Dagbladet som hans bror Rudolf Asp grundat. Huvudparten av hans arbeten finns i släktens ägo och består av stilleben teckningar efter antiker och akademimodeller utförda i akvarell eller pastell. Asp är representerad vid Malmö museum.
Asp blev 1898 ledamot av styrelsen för AB Skånska Dagbladet och var efter broderns död dess verkställande direktör 1907–20. Han var även ledamot av styrelsen för Malmö folkbank 1909–17.